# Реј (Колорадо)
Реј (енгл. Wray) град је у америчкој савезној држави Колорадо.

## Демографија
По попису из 2010. године број становника је 2.342, што је 155 (7,1%) становника више него 2000. године.
| Група             | 2000.         | 2010.         |
| Белци             | 1.939 (88,7%) | 1.924 (82,2%) |
| Афроамериканци    | 2 (0,1%)      | 6 (0,3%)      |
| Азијати           | 2 (0,1%)      | 5 (0,2%)      |
| Хиспаноамериканци | 219 (10,0%)   | 385 (16,4%)   |
| Укупно            | 2.187         | 2.342         |